# Alfred Enoch
Alfred "Alfie" Lewis Enoch (Westminster, 2 dicembre 1988) è un attore britannico, noto principalmente per i ruoli di Dean Thomas nella serie di film di Harry Potter e di Wes Gibbins nella serie televisiva Le regole del delitto perfetto.

## Biografia
Nato nel quartiere Westminster di Londra, Enoch è figlio dell'attore inglese William Russell (interprete di Ian Chesterton, il primo compagno del Primo Dottore nel serial britannico Doctor Who) e di una dottoressa brasiliana. Dopo aver frequentato la Westminster School di Londra, studia al Queen's College di Oxford per laurearsi in spagnolo e portoghese. Oltre all'inglese, parla correntemente anche il portoghese.

## Carriera
Ha recitato nella serie di film di Harry Potter nel ruolo di Dean Thomas, compagno di stanza ed amico del mago protagonista. È apparso come comparsa nella serie televisiva Sherlock, episodio 2 stagione 3. Dal 2014 è protagonista della serie TV americana Le regole del delitto perfetto, nei panni dello studente universitario Wes Gibbins. È attivo anche in campo teatrale, e ha recitato a Londra in Coriolano alla Donmar Warehouse con Tom Hiddleston (2014) e Rosso con Alfred Molina al Wyndham's Theatre (2018).

## Filmografia

### Cinema
- Harry Potter e la pietra filosofale (Harry Potter and the Philosopher's Stone), regia di Chris Columbus (2001)
- Harry Potter e la camera dei segreti (Harry Potter and the Chamber of Secrets), regia di Chris Columbus (2002)
- Harry Potter e il prigioniero di Azkaban (Harry Potter and the Prisoner of Azkaban), regia di Alfonso Cuarón (2004)
- Harry Potter e il calice di fuoco (Harry Potter and the Goblet of Fire), regia di Mike Newell (2005)
- Harry Potter e l'Ordine della Fenice (Harry Potter and the Order of the Phoenix), regia di David Yates (2007)
- Harry Potter e il principe mezzosangue (Harry Potter and the Half-Blood Prince), regia di David Yates (2009)
- Harry Potter e i Doni della Morte - Parte 2 (Harry Potter and the Deathly Hallows Part 2), regia di David Yates (2011)
- This Christmas, regia di Chris Foggin (2022)
- Il critico - Crimini tra le righe (The Critic), regia di Anand Tucker (2023)

### Televisione
- Broadchurch – serie TV, episodio 1x01 (2013)
- Mount Pleasant – serie TV, episodio 3x07 (2013)
- Sherlock – serie TV, episodio 3x02 (2014)
- National Theatre Live: Coriolanus, regia di Tim Van Someren – film TV (2014)
- Le regole del delitto perfetto (How to Get Away with Murder)– serie TV, 48 episodi (2014-2018/2020)
- Troy - La caduta di Troia – serie TV (2018)
- Trust Me – serie TV, 4 episodi (2019)
- Fondazione (Foundation) – serie TV (2021-in corso)
- Harry Potter 20º anniversario - Ritorno a Hogwarts (Harry Potter 20th Anniversary: Return to Hogwarts), regia di Eran Creevy, Joe Pearlman, Giorgio Testi – film TV (2022)
- La coppia della porta accanto (The Couple Next Door), regia di Dries Vos – miniserie TV (2023)
- Miss Austen, regia di Aisling Walsh – miniserie TV (2025)

## Teatro (parziale)
- Antigone di Sofocle, regia di Polly Findlay. National Theatre di Londra (2012)
- Timone d'Atene di William Shakespeare, regia di Nicholas Hytner. National Theatre di Londra (2012)
- Coriolano di William Shakespeare, regia di Josie Rourke. Donmar Warehouse di Londra (2014)
- Re Lear di William Shakespeare, regia di Michael Buffong. Birmingham Repertory Theatre di Birmingham, Royal Exchange Theatre di Manchester (2016)
- Red di John Logan, regia di Michael Grandage. Wyndham's Theatre di Londra (2018)
- Tree di Idris Elba e Kwame Kwei-Armah, regia di Kwame Kwei-Armah. Young Vic di Londra (2019)
- Crave di Sarah Kane, regia di Tinuke Craig. Chichester Theatre Festival di Chichester (2020)
- Romeo e Giulietta di William Shakespeare, regia di Ola Ince. Shakespeare's Globe di Londra (2021)
- Come vi piace di William Shakespeare, regia di Josie Rourke. @sohoplace di Londra (2022)
- Pericle, principe di Tiro di William Shakespeare, regia di Tamara Harvey. Swann Theatre di Stratford-upon-Avon, Chicago Shakespeare Theater di Chicago (2024)

## Doppiatori italiani
Nelle versioni in italiano delle opere in cui ha recitato, Alfred Enoch è stato doppiato da:
- Emanuele Ruzza ne Le regole del delitto perfetto, Tigers, La coppia della porta accanto
- Luca Mannocci in Troy - La caduta di Troia
- Danny Francucci in Trust Me
- Davide Perino in Fondazione
- Jacopo Lo Conte ne Il critico - Crimini tra le righe